# 우즈베키스탄 공산당
우즈베키스탄 공산당(러시아어: Коммунистическая партия Узбекистана; 우즈베크어: Ўзбекистон Коммунистик Партияси)은 우즈베크 소비에트 사회주의 공화국(현 우즈베키스탄)의 집권당이자 소련 공산당(CPSU)의 일부였다. 1991년 9월 14일, 당은 CPSU에서 탈퇴를 선언했다.
우즈베키스탄 공산당은 부하라 SSR 공산당, 화레즘 SSR 공산당, 투르키스탄 ASR 공산당의 후계자로 간주된다. 우즈베키스탄 공산당은 1994년에 창당한 우즈베키스탄 인민민주당에 도전하고 있지만 우즈베키스탄 공산당의 후계자로 여겨지고 있다.

## 역사
1925년, 소련 정부는 부하라 인민 소비에트 공화국, 화레즘 소비에트 사회주의 공화국, 투르키스탄 소비에트 사회주의 자치 공화국의 재편성 등 우즈베크 소비에트 사회주의 공화국이 탄생한 중앙아시아 지역에 영토 변화를 단행하기 시작했다. 그 결과 우즈베키스탄 민족이 수도 타슈켄트에서 악명 높은 소수 민족임에도 불구하고 볼셰비키를 포함한 여러 정부 기관이 공화국에 설립되었다. 그 정당은 상대적 행정 기능을 가지고 있었고, 정부의 여러 결정에 기여했다. 1930년대 대숙청 이후, 많은 당원들이 제거되었는데, 여기에는 이전의 첫 비서관이었던 몇몇 당원들이 포함된다.